# Az UEFA elnökének díja
Az UEFA elnökének díja (UEFA President's Award) egyfajta életműdíj, melyet 1998-ban alapítottak és az UEFA adja át azoknak az egykori játékosoknak, sportvezetőknek vagy edzőnek akiknek eredményes pályafutásuk mellé a pályán kívül is példamutató, a sportot valamilyen módon segítő tevékenység társult. A díjat általában évente adják át, azonban három alkalommal nem került kiosztásra: 1999, 2015, 2016. Francesco Totti volt az első, aki még aktív játékosként vehette át az elismerést klubhűségéért. Az olasz játékos az AS Roma csapatában 786 tétmérkőzésen 307 gólt szerzett. A díjat korábban olyan kiválóságok vehették át, mint Franz Beckenbauer, Eusébio és Alfredo Di Stéfano.

## Díjazottak
| Év   | Díjazott |
| ---- | --- |
| 1998 | Jacques Delors |
| 1999 | – |
| 2000 | Guy Roux |
| 2001 | Juan Santisteban |
| 2002 | Bobby Robson |
| 2003 | Paolo Maldini |
| 2004 | Ernie Walker |
| 2005 | Frank Rijkaard |
| 2006 | Wilfried Straub |
| 2007 | Alfredo Di Stéfano |
| 2008 | Bobby Charlton |
| 2009 | Eusébio |
| 2010 | Raymond Kopa |
| 2011 | Gianni Rivera |
| 2012 | Franz Beckenbauer |
| 2013 | Johan Cruijff |
| 2014 | Josef Masopust |
| 2015 | – |
| 2016 | – |
| 2017 | Francesco Totti |
| 2018 | David Beckham |
| 2019 | Éric Cantona |
| 2020 | Didier Drogba |
| 2021 | Mogens Kreutzfeldt Frederik Flensted Anders Boesen Peder Ersgaard Jens Kleinefeld Valentin Velikov Morten Skjoldager Morten Boesen Simon Kjær (megosztva) |
| 2022 | Arrigo Sacchi |
| 2023 | Miroslav Klose |
| 2024 | Gianluigi Buffon |